# مرحتپ‌رع اینی
مرحتپ‌رع اینی از شاهان دودمان سیزدهم مصر باستان و پسر و جانشین شاه مرنفررع ای بود. طبق نوشتار پاپیروس تورین، او برای ۲ سال و ۳ یا چهار ماه و ۹ روز فرمانروایی کرد. 
با آنکه او برای مدت کوتاهی فرمانروایی کرد نامش در منابع باستانی از جمله سنگ یادبود قضایی قاهره دیده می‌شود. تاریخ این منبع به سال یکم فرمانروایی شاه نبیریو یکم بر می‌گردد.